# William Primrose
William Primrose, född 23 augusti 1904 i Glasgow, Skottland, död 1 maj 1982 i Provo, Utah, USA, var en brittisk violaspelare.